# Vittorio Alfieri

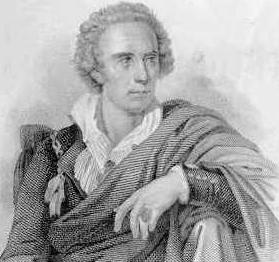
Vittorio Alfieri

Vittorio Alfieri (* 16. Januar 1749 in Asti; † 8. Oktober 1803 in Florenz) war ein italienischer Dichter und Dramatiker im Zeitalter der Aufklärung.

## Leben
Vittorio Alfieri war Sohn reicher und vornehmer Eltern. Sein Vater, Graf Antonio Alfieri, starb früh, woraufhin er bis 1758 von seiner Mutter aufgezogen wurde. Sein Onkel schickte ihn dann auf die Militärakademie zu Turin, wo er indessen nur eine mangelhafte Bildung erhielt. Ab 1766 unternahm er bis 1772 ausgedehnte Reisen durch Europa. Nach der Rückkehr nach Turin lebte er in dieser Stadt als adliger Müßiggänger, verfolgte aus Hass gegen jeden Zwang auch nicht die militärische Laufbahn. Dann wandte er sich literarischer Beschäftigung zu und verfasste 1774 seine erste Tragödie, Antonio e Cleopatra. Der Erfolg seiner dramatischen Versuche bestärkte ihn im Glauben an seine dichterische Bestimmung. Er holte versäumte Schulbildung nach, lernte Latein und begab sich 1776 in die Toskana, um reines Italienisch zu lernen. In Florenz lernte er 1777 Luise Stolberg, Gräfin von Albany, Gemahlin des englischen Thronprätendenten Charles Edward Stuart, kennen und empfand für sie eine tiefe Zuneigung.
Um völlig unabhängig zu sein und in Florenz bleiben zu können, überließ Alfieri sein Vermögen und seine Güter in Turin gegen eine Rente seiner Schwester, der Gräfin Cumiana. 1780 verließ die Gräfin von Albany ihren Gatten, der sie angeblich gewalttätig behandelt hatte und wohnte einige Zeit in einem Kloster in Rom. Dorthin folgte ihr Alfieri und lebte nun mit ihr zusammen. In Rom vollendete er auch 14 Tragödien, zu denen später noch einige hinzukamen. Aus Rücksicht auf den Ruf seiner Freundin verließ er Rom wieder und reiste 1783 in Italien herum. Nach seiner Rückkehr von einer Reise nach England begab er sich 1785 zur Gräfin von Albany nach Colmar im Elsass, wohin diese übersiedelt war. Anschließend lebte er mit ihr abwechselnd im Elsass und in Paris, aber ab 1787 nur noch in der französischen Hauptstadt. 
Beim Ausbruch der Französischen Revolution 1789 war Alfieri in England und kehrte nach Paris zurück. Als glühender Republikaner begrüßte er die Revolution anfangs enthusiastisch und feierte die Einnahme der Bastille in einer Ode. Die Ereignisse der nächsten Jahre jedoch, insbesondere der Tuileriensturm vom 10. August 1792, änderten seine Ansichten, und er verließ noch 1792 nicht ohne Gefahr Frankreich. Zunächst suchte er Belgien auf, begab sich dann aber mit seiner Lebensgefährtin zurück nach Florenz, wo er mit ihr sein letztes Lebensjahrzehnt verbrachte. Sein in Paris zurückgelassenes Vermögen wurde vom Konvent konfisziert, und außerdem verlor er auch einen großen Teil seines übrigen Vermögens, das in französischen Fonds angelegt war. Seither hegte er gegen die Franzosen einen unversöhnlichen Hass, der durch die nachfolgenden Ereignisse in seinem Vaterland noch gesteigert wurde und dem er in seinem erst zehn Jahre nach seinem Tod erschienenen Misogallo beredten Ausdruck gab. Er schrieb noch mancherlei und bemühte sich mit gutem Erfolg, die griechische Sprache zu erlernen. Übermäßiges Arbeiten zog ihm ein Siechtum zu und er verlebte die letzten Jahre, an der Gicht leidend, in finsterer Gemütsstimmung abgeschieden von der Welt. 1803 starb er im Alter von 54 Jahren in Florenz. Dort wurde seine Asche in der Kirche Santa Croce unter einem prächtigen, von Canova geschaffenen Grabmal beigesetzt.
Seine streng formalen, klassischen Tragödien waren durchdrungen von den republikanischen Freiheitsgedanken des späten 18. Jahrhunderts und seiner Abscheu gegenüber jeder Form von Tyrannei. Dadurch hatten die Werke dieses Aufklärers großen Einfluss auf die italienische Freiheitsbewegung des 19. Jahrhunderts, das Risorgimento. Er gilt als Erfinder der Tramelogödie.

## Rezeption
In seiner Heimatstadt Asti wurde 1860 das Teatro Vittorio Alfieri eröffnet und 2002 rekonstruiert. Seit 1862 befindet sich dort sein Standbild von Bini.

## Werke

### Tragödien
- Antonio e Cleopatra (Antonius und Kleopatra), 1774–1775
- Filippo (Philipp II.), ab 1775
  - Philipp II. Tragödie in fünf Aufzügen. Deutsch von Adolf Seubert. Philipp Reclam jun., Leipzig 1877. (Google Books)
- Polinice (Polyneikes), ab 1775
- Virignia (Verginia), ab 1777
- La congiura de' Pazzi (Die Verschwörung der Pazzi), ab 1777
- Maria Stuarda (Maria Stuart), 1778
- Ottavia (Octavia), 1779–1782
  - Octavia. Ein Trauerspiel in fünf Aufzügen. J. B. Wallishauser, Wien 1856. (Google Books)
- Rosmunda, 1779–1780
  - Rosmunda. Trauerspiel in fünf Aufzügen. Remquet, Paris ca. 1860. (Digitalisat)
- Saul (Saul), 1782
  - Saul. Trauerspiel in fünf Acten. Von Carl Ludwig von Knebel. Zum erstenmale aufgeführt auf dem Hoftheater zu Weimar. Bernhard Friedrich Voigt, Ilmenau 1829. (Google Books)
  - Saul. Tragödie in fünf Acten. Deutsch von Dr. Carl Schäfer. Emil Schellmann, Mönchengladbach 1878. (Google Books)
  - Saul. Ins Deutsche übertragen von Heinrich Simon. Frankfurter Societäts-Verlag, Frankfurt am Main 1926 (2. Aufl.)
- Merope (Merope), 1782
  - Merope. Trauerspiel in fünf Akten. Metrisch übersetzt von F. L. Graf W. Vandenhoeck und Ruprecht, Göttingen 1823. (Google Books)
  - Merope. Trauerspiel in 5 Akten. In: Italienische Dichter seit der Mitte des 18ten Jahrhunderts. Übersetzungen und Studien von Paul Heyse. Erster Band. Wilhelm Hertz, Berlin 1889. S. 158–231. (Google Books)
- Timoleone (Timoleon), 1783
- Agamennone (Agamemnon), 1783
- Antigone (Antigone), 1783
- Oreste (Orestes), 1783
- Mirra (Myrrha), 1784–1786
  - Myrrha. Trauerspiel in fünf Acten. Carl Gerold's Sohn, Wien 1856. (Google Books)
  - Mirra. Trauerspiel in 5 Akten. In: Italienische Dichter seit der Mitte des 18ten Jahrhunderts. Übersetzungen und Studien von Paul Heyse. Erster Band. Wilhelm Hertz, Berlin 1889. S. 92–157. (Google Books)
- Agide (Agis IV.), 1786
  - Agide. Im Versmasse des Originals in's Deutsche übersetzt mit einem Vorworte von A. Schmitt. Thein'sche Buchdruckerei, Würzburg 1869. (Google Books)
- Bruto primo (Brutus der Erste = Lucius Iunius Brutus), 1786–1787
- Bruto secondo (Brutus der Zweite = Marcus Iunius Brutus), 1789
- Don Garzia (Garzia de’ Medici), 1789
- Sofonisba (Sophonisbe), 1789
- Alceste seconda (Alkestis) (1796–1798)

### Weitere Schriften
- Della Tirannide, 1777, politisches Traktat
  - Von der Tyranney. Übersetzt von Heinrich Schweizer. Gebrüder Schumann, Zwickau 1822. (Google Books)
  - Von der Tyrannei. Neu übertragen und mit einem Vorwort begleitet von F. Freiherr von Fennberg. Heinrich Hoff, Mannheim 1845. (Google Books)
- Vita di Vittorio Alfieri da Asti scritta da esso, ab 1798, gedruckt 1806, Autobiografie
  - Denkwürdigkeiten aus dem Leben Vittorio Alfieri's. Von ihm selbst geschrieben. Nach der ersten Italienischen Original-Ausgabe von Ludwig Hain. Peter Hammer, Cölln 1812. 2 Teile. (Google Books)
  - Leben des Vittorio Alfieri aus Asti, von ihm selbst geschrieben. Bearbeitet von Ernst Benkard. Frankfurter Verlags-Anstalt, Frankfurt am Main 1924.
  - Mein Leben. Hg. von Giuseppe Zoppi. Manesse, Zürich 1949.
  - Vita – Mein Leben. Übersetzt, mit Anmerkungen, einem Nachwort und einer Bibliographie versehen von Gisela Schlüter. Dieterich’sche Verlagsbuchhandlung, Mainz 2010.
- Abele (Abel), 1786, Tramelogödie
- Sonette. Italienisch-Deutsch, übersetzt von Christoph Ferber, Elfenbein Verlag, Berlin 2024, ISBN 978-3-96160-091-5.
- 6 Komödien
- 17 Satiren
- Briefe

## Ausgaben

### Italienische Ausgaben

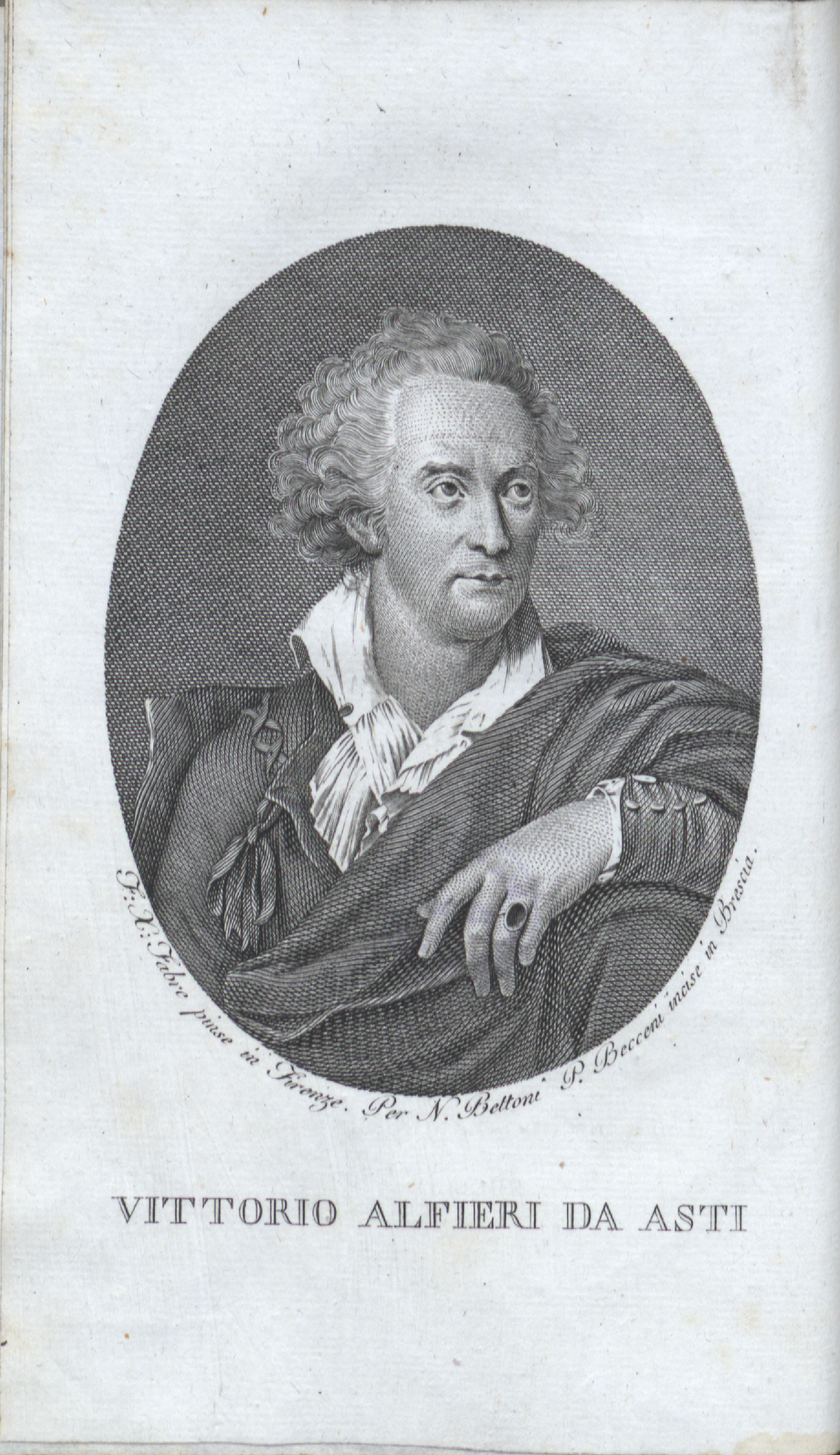
Vorderseite der Werke von Alfieri, Ausgabe 1809

- Vita di Vittorio Alfieri. (Autobiographie). Rizzoli, Mailand 1987. ISBN 88-17-16593-X.
- Lettere Inedite Di Vittorio Alfieri Alla Madre, a Mario Bianchi, E a Teresa Mocenni (online auf Archive.org); übersetzt etwa: Unveröffentlichte Briefe von V. A. an seine Mutter, an Mario Bianchi und an Teresa Mocenni, veröffentlicht 1923.
- Opere. Casa d’Alfieri, Asti 1981 ff. (40 Bde.).

### Deutsche Übersetzungen
Diese Liste enthält wesentliche Übersetzungen, die oben noch nicht enthalten sind.
- Ausgewähltes aus dessen dramatischen Werken und Etwas über dessen Leben, Charakter und Schriften. 1802.
- Des Grafen Vittorio Alfieri von Asti sämmtliche Trauerspiele. Aus dem Italienischen metrisch übersetzt von Joseph Rehfues und Joh[ann] Friedr[ich] Tscharner. Unger, Berlin 1804. [Darin: Polynikes, Virginia, Rosmunda, Saul.] (Google Books)
- Vittorio Alfieri's Trauerspiele. Aus dem Italienischen von Wilhelm v. Lüdemann und Andern. 8 Bände. Gebrüder Schumann, Zwickau 1824–26. [Darin: Philipp II., Timoleon, Die Verschwöruung der Pazzi, Virginia, Merope, Saul, Don Garzia, Myrrha, Rosmunda, Agamemnon, Orest, Maria Stuart, Polynices, Brutues der Ältere, Brutus der Jüngere, Octavia.] (Google Books)
- Alfieri's Sämmtliche Schauspiele. Frei bearbeitet [von L. G. Henning]. Henning'sche Buchhandlung, Gotha 1825–1827. 5 Bände. [Darin: Philipp II., Die Verschwörung der Pazzi, Agamemnon, Orestes, Don Garzias.] (Google Books)
- Vier Trauerspiele. In deutscher Nachdichtung von Paul Hansmann. Müller, München 1919. [Darin: Saul, Mirra, Merope, Rosmunda.]